# 패트와 매트
패트와 매트(체코어: Kuťáci, ... A je to!, Pat a Mat)는 체코의 스톱모션 퍼핏 애니메이션으로, 손재주 있는 두 사람인 패트와 매트(각각 체코어로 스테일메이트와 체크메이트를 의미한다.)가 풀어가는 이야기이다. 패트와 매트는 1976년에 1화 〈요리〉편으로 시작, 2015년까지 91개의 에피소드가 나왔다. 예전 감독은 루보미르 베네슈였으나 그가 1995년에 세상을 떠났고 현재 그의 아들인 마렉 베네슈가 감독을 맡고 있다. 애니메이션 제작소는 체코의 프라하에 있다. 방영 당시에 엄청난 인기를 끌었으며 소련을 시작으로 전 세계에 수출되었다. 프랑스에서 미국의 여러 미술관과 박물관들의 주관으로 개최된 애니메이션 축제인 "안시93"에 초대되어 전세계 여러 애니메이션과 경쟁했으며 에피소드 38화가 상영되었다. "안시95"에서는 에피소드 44화가 상영되었으며 1997년 3월에는 "주간 베스트 TV 애니메이션" 1위, "훌륭한 스톱모션 애니메이션" 2위를 수상했다. 주로 클레이를 뭉쳐 스톱 모션 방식으로 사진을 촬영해 만드는 기법을 사용했다.

## 애니메이션
1화는 1976년에 파일럿으로 Kratky Film Praha에서 제작되었다. 2화~29화는 1979년~1985년까지 Kratky Film Praha와 Czechoslovak Television Bratislava에서 제작, Ateliery Bonton Zlin a.s.가 배포하였다, 30화~49화는 1989년~1994년까지 Kratky Film Praha(30화~35화)와 aiF Studio(36화~49화)에서 제작되었다. 1998년에 aiF Studio에서 50화 〈카드〉(Karty) 편이 제작되었으나 그 대한 정보는 알려지지 않았다. 하지만 2014년 4월, 유튜브에서 영어더빙판이 공개되었다. 51화~78화는 2002년~2004년까지 Ateliery Bonton Zlin a.s.,Anima, Patmat s.r.o. 등에서 제작되었다. 제작자는 루보미르 베네슈, 마렉 베네슈 외에도 Frantisek Vasa, Ladislav Palka, Vlasta Pospisilova, Milan Sebesta, Josaf Lamka 등이 있다. 현재 계속 제작되고 있지만 2013년에 공개된 시즌 4 79~86화를 제외하고는 안타깝게도 미공개 에피소드로 남아 있다고 한다. 2015년 현재까지 4개의 에피소드가 추가로 공개되었다. 또한 시즌 4로 들어가면서 네덜란드어로 더빙이 되어 있지만 무성으로도 나와 있다.

## 극장판
- 《패트와 매트: 뚝딱뚝딱 대소동》 (2016년)
- 《패트와 매트: 우당탕탕 크리스마스》 (2018년)